# 其田健也
其田 健也（そのた けんや、1993年5月10日 - ）は、日本の陸上競技長距離走選手。青森山田高等学校、駒澤大学卒業。JR東日本所属。

## 駅伝成績

### 大学三大駅伝
| 学年               | 出雲駅伝                    | 全日本大学駅伝              | 箱根駅伝                          |
| ------------------ | --------------------------- | --------------------------- | --------------------------------- |
| 1年生 （2012年度） | 第24回 ― - ― 出走なし       | 第44回 ― - ― 出走なし       | 第89回 ― - ― 出走なし             |
| 2年生 （2013年度） | 第25回 ― - ― 出走なし       | 第45回 ― - ― 出走なし       | 第90回 10区-区間2位 1時間10分30秒 |
| 3年生 （2014年度） | 第26回 ― - ― 大会中止       | 第46回 ― - ― 出走なし       | 第91回 9区-区間3位 1時間09分25秒  |
| 4年生 （2015年度） | 第27回 2区-区間2位 15分59秒 | 第47回 4区-区間4位 41分00秒 | 第92回 1区-区間13位 1時間03分12秒 |

## マラソン全成績
| 開催年 | 月日     | 大会               | 順位 | 記録          | 備考      |
| ------ | -------- | ------------------ | ---- | ------------- | --------- |
| 2018年 | 3月4日   | びわ湖毎日マラソン | 13位 | 2時間14分53   |           |
| 2020年 | 3月8日   | びわ湖毎日マラソン | 8位  | 2時間09分50秒 |           |
| 2021年 | 2月28日  | びわ湖毎日マラソン | 19位 | 2時間08分11秒 |           |
| 2022年 | 3月6日   | 東京マラソン       | 7位  | 2時間07分23秒 |           |
| 2022年 | 9月25日  | ベルリンマラソン   | 7位  | 2時間07分14秒 |           |
| 2023年 | 3月5日   | 東京マラソン       | 8位  | 2時間05分59秒 | 日本人2位 |
| 2023年 | 8月27日  | 世界陸上ブダペスト | 34位 | 2時間16分40秒 |           |
| 2023年 | 10月15日 | MGC                | DNF  | 途中棄権      | 15km付近  |
| 2024年 | 3月3日   | 東京マラソン       | 11位 | 2時間06分55秒 | 日本人2位 |
| 2024年 | 12月1日  | 福岡国際マラソン   | 4位  | 2時間08分52秒 |           |